# Psylla mala
Psylla mala är en insektsart som beskrevs av Yang 1984. Psylla mala ingår i släktet Psylla och familjen rundbladloppor. Inga underarter finns listade i Catalogue of Life.